# Bjørn Talén
Bjørn Talén (8 septembre 1890 – 12 juillet 1945) était un chanteur d’opéra norvégien.
Il fit ses débuts en 1914. Entre 1918 et 1920 il chantait à l’Opera Comique à  Kristiania), puis avec le  Staatsoper à Berlin. Il interpréta, entre autres,  Cavaradossi,  Rudolpho,  Don José,  Otello,  Manrico,  Canio et  Dick Johnson.

## Enregistrements
Quatre enregistrements de Talén sont publiés dans l’album Four Scandinavian Tenors of the Past (Preiser Lebendige Vergangenheit B0000023QR) :

Die Zauberflöte : Dies Bildnis Ist bezaubernd schön.

Der Barbier von Bagdad: So leb’ ich noch… Vor deinem Fenster die Blumen.

Aida: Già I sacerdoti adunansi… Ah! Tu dei vivere!

 The Tales of Hoffman: Il était une fois.

## Hågå Gård
En 1936, il achète Hågå Gård (La ferme de Peer Gynt) avec sa compagne Cecilie Schou. La maison a depuis été occupée par sa famille. L’occupant actuel (2009) est Christian Mikkel Dobloug, leur petit-fils.